# Niklas Sundström
Lars Niklas Sundström (ur. 6 czerwca 1975 w Örnsköldsvik) – szwedzki hokeista, reprezentant Szwecji, dwukrotny olimpijczyk.

## Kariera klubowa
- Ångermanland (1990-1991)
- Modo Hockey (1991-1995)
- New York Rangers (1995-1999)
- San Jose Sharks (1999-2003)
- Montreal Canadiens (2003-2004)
- HC Milano Vipers (2004-2005)
- Montréal Canadiens (2005-2006)
- Modo (2006-2013)

Wychowanek klubu Modo w rodzinnym mieście Örnsköldsvik. W drafcie NHL z 1993 został wybrany przez New York Rangers. Do 1995 występował jeszcze w MODO, po czym trafił do drużyny z Nowego Jorku i od tego czasu występował w rozgrywkach NHL. Po trzech sezonach w Rangers, w 1999 został oddany do San Jose Sharks (rozegrał niespełna cztery sezony), a w 2003 do Montreal Canadiens, gdzie zagrał dwa pełne sezony (w międzyczasie rok grał we Włoszech). Po spędzeniu 11 sezonów w NHL, powrócił do macierzystego klubu MODO. W pierwszym sezonie po powrocie zdobył z nim mistrzostwo Szwecji. Po powrocie do ojczyzny rozegrał siedem sezonów w MODO (wraz z wcześniejszymi 11). Ostatnim jego sezon był Elitserien (2012/2013). Na początku grudnia 2013 ogłosił zakończenie kariery zawodniczej. Specjalizował się w grze defensywnej.

## Kariera reprezentacyjna
W barwach juniorskiej kadry Szwecji zagrał na mistrzostwach Europy do lat 18 w 1992 i 1993, na mistrzostwach świata juniorów do lat 20 w 1993, 1994 i 1995. Następnie został reprezentantem kadry seniorów. W jej barwach wystąpił w turniejach Pucharu Świata 1996, zimowych igrzyskach olimpijskich 1998, 2002, mistrzostw świata 1998, 1999.

## Sukcesy
Reprezentacyjne
- Srebrny medal mistrzostw Europy juniorów do lat 18: 1992
- Złoty medal mistrzostw Europy juniorów do lat 18: 1993
- Srebrny medal mistrzostw świata juniorów do lat 20: 1993, 1994
- Brązowy medal mistrzostw świata juniorów do lat 20: 1995
- Złoty medal mistrzostw świata: 1998
- Brązowy medal mistrzostw świata: 1999

Klubowe
- Srebrny medal TV-Pucken: 1991 z Ångermanland
- Srebrny medal mistrzostw Szwecji: 1994 z MODO
- Mistrz dywizji NHL: 2002 z San Jose Sharks
- Złoty medal mistrzostw Włoch: 2005 z Milano Vipers
- Złoty medal mistrzostw Szwecji: 2007 z MODO

Indywidualne
- Mistrzostwa Europy juniorów do lat 18 w hokeju na lodzie 1993:
  - Pierwsze miejsce w klasyfikacji asystentów turnieju: 9 asyst
  - Drugie miejsce w klasyfikacji kanadyjskiej turnieju: 13 punktów
  - Skład gwiazd turnieju
  - Najlepszy napastnik turnieju[2]
- Mistrzostwa świata juniorów do lat 20 w 1994:
  - Pierwsze miejsce w klasyfikacji asystentów turnieju: 11 asyst
  - Pierwsze miejsce w klasyfikacji kanadyjskiej turnieju: 11 punktów
  - Skład gwiazd turnieju
  - Najlepszy napastnik turnieju